# Буковиця (Топусько)
Буковиця (хорв. Bukovica) — населений пункт у Хорватії, у Сисацько-Мославинській жупанії у складі громади Топусько.

## Населення
Населення за даними перепису 2011 року становило 2 осіб.
Динаміка чисельності населення поселення:

## Клімат
Середня річна температура становить 10,63 °C, середня максимальна – 25,28 °C, а середня мінімальна – -6,30 °C. Середня річна кількість опадів – 1043 мм.
| Клімат поселення                              | Клімат поселення | Клімат поселення | Клімат поселення | Клімат поселення | Клімат поселення | Клімат поселення | Клімат поселення | Клімат поселення | Клімат поселення | Клімат поселення | Клімат поселення | Клімат поселення | Клімат поселення |
| Показник                                      | Січ.             | Лют.             | Бер.             | Квіт.            | Трав.            | Черв.            | Лип.             | Серп.            | Вер.             | Жовт.            | Лист.            | Груд.            |                  |
| Середній максимум, °C                         | 7,06             | 8,91             | 13,36            | 17,58            | 22,10            | 25,28            | 24,37            | 23,63            | 20,12            | 15,18            | 9,35             | 5,36             |                  |
| Середня температура, °C                       | 0,37             | 2,22             | 6,68             | 10,88            | 15,41            | 18,58            | 20,28            | 19,54            | 16,02            | 11,08            | 5,26             | 1,26             |                  |
| Середній мінімум, °C                          | −6,3             | −4,46            | 0,00             | 4,20             | 8,72             | 11,90            | 16,18            | 15,45            | 11,93            | 6,99             | 1,16             | −2,84            |                  |
| Норма опадів, мм                              | 64               | 62               | 73               | 86               | 87               | 98               | 92               | 94               | 98               | 101              | 106              | 82               |                  |
| Середньомісячна швидкість вітру, м/с          | 1.60             | 1.77             | 2.18             | 2.10             | 1.90             | 1.70             | 1.70             | 1.54             | 1.50             | 1.60             | 1.70             | 1.70             |                  |
| Середньомісячна сонячна радіація, кДж/м²·день | 4259             | 6999             | 10579            | 15045            | 19345            | 21276            | 22482            | 19371            | 14277            | 8938             | 4720             | 3475             |                  |
| --------------------------------------------- | ---------------- | ---------------- | ---------------- | ---------------- | ---------------- | ---------------- | ---------------- | ---------------- | ---------------- | ---------------- | ---------------- | ---------------- | ---------------- |
| Джерело:                                      |                  |                  |                  |                  |                  |                  |                  |                  |                  |                  |                  |                  |                  |